# ألكسندر تونيف
ألكسندر أنتونوف تونيف (بالبلغارية: Александър Тонев)‏ و (بالبلغارية: Александър Антонов Тонев)‏ وهو لاعب كرة قدم بلغاري في مركز الجناح ولد في يوم 3 فبراير 1990 في بلدة إيلين بيلين في بلغاريا وهو يلعب حالياً مع نادي سسكا صوفيا وسبق له اللعب مع نادي سلايفن ومع نادي ليخ بوزنان ومع نادي أستون فيلا ونادي سلتيك ولعب مع منتخب بلغاريا لكرة القدم ويبلغ طوله 178 سم.

## روابط خارجية
- ألكسندر تونيف على موقع الاتحاد الأوربي (الإنجليزية)
- ألكسندر تونيف على موقع قاعدة بيانات كرة القدم.إي يو (الإنجليزية)
- ألكسندر تونيف على موقع ناشيونال فوتبول تيمز (الإنجليزية)
- ألكسندر تونيف على موقع Soccerbase.com (لاعب) (الإنجليزية)
- ألكسندر تونيف على موقع Soccerway.com (الإنجليزية)
- ألكسندر تونيف على موقع عالم كرة القدم.نت (الإنجليزية)